# Los héroes de Hogan
Los héroes de Hogan (título original: Hogan's Heroes) es una serie cómica de la televisión estadounidense ambientada en un campo de prisioneros de guerra alemán (nazi) durante la Segunda Guerra Mundial. Se emitió durante 168 episodios (seis temporadas) desde el 17 de septiembre de 1965 hasta el 4 de abril de 1971, en la cadena CBS, la emisión más larga de una serie de televisión estadounidense inspirada en esa guerra.

## Argumento
Un grupo de prisioneros de guerra aliados bajo el mando del Coronel Hogan han formado un grupo de espionaje y de sabotaje en el campo de prisioneros nazi Stalag 13 que está bajo el mando del Coronel Klink. Desde allí continúan la lucha contra los nazis sin que sus guardias tengan sospechas al respecto.

## Reparto
- Bob Crane - Coronel Hogan
- Werner Klemperer - Coronel Klink
- John Banner - Sargento Schultz
- Richard Dawson - Newkirk
- Larry Hovis - Carter
- Robert Clary - LeBeau
- Ivan Dixon - KinChloe
- Leon Askin - General Burkhalter